# Macromeria
Macromeria es un género de plantas con flores perteneciente a la familia Boraginaceae. Comprende 14 especies descritas y de estas solo 8 aceptadas.

## Taxonomía
El género fue descrito por David Don y publicado en Edinburgh New Philosophical Journal 13: 239. 1832.

## Especies aceptadas
A continuación se brinda un listado de las especies del género Macromeria aceptadas hasta septiembre de 2013, ordenadas alfabéticamente. Para cada una se indica el nombre binomial seguido del autor, abreviado según las convenciones y usos.
- Macromeria alba G.L. Nesom
- Macromeria barbigera I.M. Johnst.
- Macromeria exserta D. Don
- Macromeria hispida M. Martens & Galeotti
- Macromeria leonotis I.M. Johnst.
- Macromeria longiflora Sessé & Moc. ex D. Don
- Macromeria notata I.M. Johnst.
- Macromeria pringlei Greenm.